# Birs
Birs o Birs Nimrud són unes ruïnes situades a uns 13 km al sud-oest de la ciutat d'al-Hilla a l'Iraq. Són les més gran ruïnes d'època babilònia que es conserven i foren considerats encara en temps modern com les ruïnes de la torre de Babel.
En temps dels àrabs no consta ja l'existència de cap ciutat al lloc. Apareixen esmentades com Burs.